# Sétimo Cerco de Gibraltar
O Sétimo Cerco de Gibraltar, ocorrido em 1436, foi uma tentativa malsucedida do nobre castelhano Henrique Peres de capturar a fortaleza de Gibraltar dos mouros. Se afogou durante a tentativa.

## Antecedentes
Gibraltar voltou ao controle do Reino Nacérida de Granada depois que a ocupação por Castela em 1309-1333 foi encerrada pelo Terceiro Cerco de Gibraltar. Em 1411, Gibraltar foi brevemente ocupada pelo sultão do Império Merínida do Magrebe. Iúçufe III, sultão de Granada, reagiu rapidamente às notícias da ação magrebina, trazendo tropas e conduzindo um curto cerco após o qual recuperou o controle. Essa falha levou à deposição do sultão magrebino. Os mouros usaram Gibraltar como uma base segura da qual invadiram os arredores, onde Henrique Peres possuía grandes propriedades. Eles forçaram o fechamento de valiosas pescarias de atum.

## Preparativos
Henrique desejava parar as depredações e também foi motivado a ganhar fama reconquistando a cidade que seu ancestral Afonso Peres de Gusmão, fundador de sua casa nobre, havia capturado pela primeira vez em 1309. Em 1436, Henrique conseguiu organizar uma forte força de cavaleiros de Córdova, Écija e Xeres com barcos, provisões e soldados. Seu filho, João Afonso, recebeu o comando do exército terrestre, com 2 000 cavaleiros e grande número de infantaria. Um ataque em duas frentes foi planejado. As forças terrestres viriam do norte e tomariam o castelo e as partes altas, enquanto o grupo marítimo atracaria nas Areias Vermelhas a oeste da Rocha e tomaria a cidade.

## Cerco
Os mouros foram avisados do ataque planejado e fizeram os preparativos para enfrentá-lo. Haviam obtido suprimentos e tropas adicionais de Granada e Magrebe, e haviam fortalecido muito as fortificações na área de Areias Vermelhas. O conde não percebeu o estado de preparação dos mouros e dirigiu pessoalmente o grupo de barcos que atacou as Areias Vermelhas. Os mouros nada fizeram para impedir o desembarque do grupo de barcos. Após o desembarque, os barcos voltaram à frota. Os agressores se encontraram em uma praia entre o mar e um alto muro de pedra. A maré estava subindo, reduzindo a praia a uma faixa estreita, e os mouros choviam pedras e flechas sobre eles de cima.
Henrique, que estava supervisionando os canhões em seu navio, foi avisado do massacre de seus homens que estava ocorrendo em terra. Então decidiu ir para terra com os barcos para tentar resgatá-los. As embarcações lotaram. À medida que mais pessoas tentavam embarcar, o barco virou e afundou. Henrique e quarenta cavaleiros morreram afogados. João Afonso descobriu que o castelo não podia ser tomado pelo norte e estava se preparando para levar seus homens para ajudar seu pai quando soube do desastre. Com uma força desmoralizada e nenhuma ação prática a ser tomada, João abandonou o cerco.

## Rescaldo
Os mouros encontraram o corpo de Henrique, colocaram-no num cesto e penduraram-no numa das torres do castelo. Em 1445, o rei João II de Castela fez de João Afonso o duque de Medina Sidônia. O duque finalmente capturou Gibraltar no Oitavo Cerco de Gibraltar em 1462. Foi só então, apesar de muitas ofertas anteriores dos cristãos para resgatar o corpo, que os restos mortais de seu pai puderam ser recuperados e colocados em uma capela da Calahorra no Castelo. Um das portas de Gibraltar leva o nome da barcina, ou cesta de vime, na qual Henrique ficou exposto.